# Orconectes holti
Orconectes holti là một loài tôm sông trong họ Cambaridae.